# Leptogorgia miniata
Leptogorgia miniata är en korallart som först beskrevs av Milne Edwards och Jules Haime 1857.  Leptogorgia miniata ingår i släktet Leptogorgia och familjen Gorgoniidae. Inga underarter finns listade i Catalogue of Life.